# 735

## Събития
- Създаден е вторият от Орхонските надписи
- Лиутпранд (крал) адоптира Пипин (Пипин III), син на Карл Мартел

## Родени
- Кардам

## Починали
- 25 май – Беда Достопочтени, англосаксонски историк